# Život (seriál)
Život (v anglickém originále Life, česky také Život na Zemi) je britský dokumentární cyklus z roku 2009 vytvořený a produkovaný BBC ve spolupráci s Open University. Pojednává o pestrosti života na Zemi a taktice přežití zvířat a rostlin. Má celkem 10 dílů. Vypráví jej David Attenborough. V Česku se premiérově vysílal v roce 2010.

## Seznam dílů
1. „Životní zkoušky“
2. „Plazi a obojživelníci“
3. „Savci“
4. „Ryby“
5. „Hmyz“
6. „Ptáci“
7. „Lovci a kořist“
8. „Obyvatelé hlubin“
9. „Rostliny“
10. „Primáti“